# Maison La Matray
La maison La Matray est une maison située à Souvigny, en France.

## Localisation
La maison est située sur la commune de Souvigny, dans le département français de l'Allier.

## Historique
L'édifice est inscrit au titre des monuments historiques en 1975.